# Klas Östergren

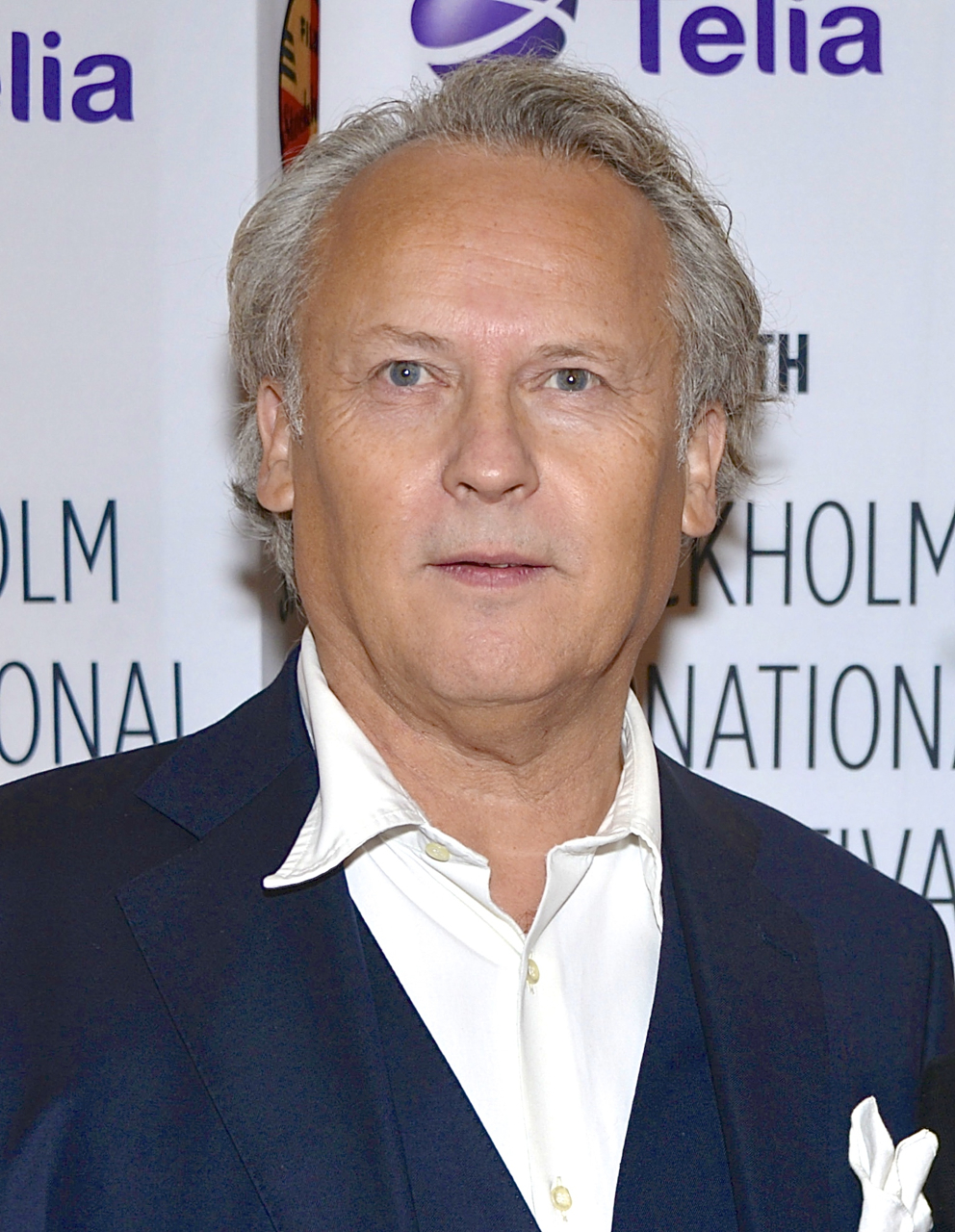
Klas Östergren (2014)

Klas Östergren (* 20. Februar 1955 in Stockholm, Schweden) ist ein schwedischer Autor, Drehbuchschreiber und Übersetzer. Vom 20. Dezember 2014 bis zu seinem Austritt am 7. Mai 2018 hatte er den Stuhl Nummer 11 der Schwedischen Akademie inne.

## Leben
Östergren war 20 Jahre alt, als sein erster Roman Attila 1975 veröffentlicht wurde. Er wurde für seine Drehbücher ausgezeichnet, ist Autor von fast zwanzig Romanen und Übersetzer für englischsprachige Literatur. In den Jahren 1982 bis 1989 war er mit der schwedischen Schauspielerin Pernilla August verheiratet. Das Paar hat eine Tochter.

## Veröffentlichungen (Auswahl)
- Attilla. 1975
- Fantomerna. 1977
- Gentlemen. Roman. Bonniers, Stockholm 1980.  Aus dem Schwedischen von Jörg Scherzer, Suhrkamp, Frankfurt am Main 1990. Neu: Aus dem Schwedischen von Regine Elsässer. Pendo, München 2007. ISBN 978-3-86612-127-0
- Gigantemas brunn. 1981
- Slangbella. A. Skelin & Hägglund, Stockholm 1983, ISBN 91-7684-027-1
- Plåster. Roman.  1986. Dt. Pflaster. Aus d. Schwed. von Jörg Scherzer. Suhrkamp, Frankfurt am Main 1988. ISBN 3-518-02297-0
- Ankare. 1988.[Trilogie 1]
  - Anker. Roman. Suhrkamp, Frankfurt am Main 1990, ISBN 3-518-40236-6
- Handelsmän och partisaner. Bonniers, Stockholm 1991, ISBN 91-0-055225-9.[Trilogie 1]
  - Handelsleute und Partisanen. Roman. Residenz Verlag, Salzburg 1994, ISBN 3-7017-0819-3
- Under i September. 1994[Trilogie 1]
  - dt.: Wunder im September. Residenz, Salzburg 1996, ISBN 3-7017-1006-6
- Veranda för en tenor. Roman. 1996
- Med stövlarna på och andra berättelser. 1997
- Konterfej. Kurzroman. Albert Bonniers, Stockholm 2001
- Tre porträtt. Bonniers, Stockholm 2002 ISBN 91-0-058049-6
  - Übers. Regine Elsässer: Ins Licht gerückt. Drei Kurzgeschichten. Kein & Aber, Zürich 2015, ISBN 978-3-0369-5721-0
- Gangsters. 2005
  - Übers. Regine Elsässer: Gangster. Pendo, München 2007, ISBN 978-3-86612-128-7
- Orkanpartyt 2007
- Den sista cigaretten. 2009
  - Übers. Regine Elsässer: Porträt eines Dandys. Kein & Aber, Zürich 2011, ISBN 978-3-0369-5566-7[2][3]
- Ravioli 2014
- Twist Roman. Natur & Kultur, 2014, ISBN 978-91-27-14011-0
- Renegater 2020
- Större trygghet aldrig fanns Roman. Polaris, 2022, ISBN 978-91-7795-754-6

## Drehbücher (Auswahl)
- 1996: Jerusalem, nach einem Roman von Selma Lagerlöf
- 1999: Veranda för en tenor, auf der Grundlage seines Romans Med stövlarna på och andra berättelser
- 1999: Miniserie Offer och gärningsmän für das staatliche schwedische Fernsehen SVT

## Übersetzungen (Auswahl)
- aus dem Englischen: J. D. Salinger The Catcher in the Rye
- in die englische Sprache: Henrik Ibsen, Schauspiele und Dramen

## Auszeichnungen (Auswahl)
- 1998: Dobloug-Preis
- 1999: Guldbagge/Bestes Drehbuch für Veranda för en tenor
- 2005: Großer Preis des Samfundet De Nio
- 2012: Selma-Lagerlöf-Preis